# Doug Wright (Schriftsteller)
Douglas  Wright (* 20. Dezember 1962 in Dallas, Texas) ist ein amerikanischer Dramatiker, Drehbuchautor und Librettist.

## Leben
Doug Wright studierte zunächst am Yale College der Yale University in New Haven. Nach seinem Bachelor-Abschluss 1985 zog er nach New York City und absolvierte dort an der Tisch School of the Arts der New York University das Master of Fine Arts-Programm für Dramatik, das er 1987 mit seinem Stück The Stonewater Rapture erfolgreich abschloss. Nach weiteren Stücken wie Interrogating the Nude (über den Konzeptkünstler Marcel Duchamp), Lot 13: The Bone Violin und Dinosaurs schrieb er 1989 gemeinsam mit dem Komponisten Michael John LaChiusa und dem Regisseur Christopher Ashley das Camp-Musical Buzzsaw Berkeley, das am New Yorker WPA Theater produziert wurde. 1994 wurde am selben Theater sein Stück Watbanaland zu einem Kritikererfolg.
Inspiriert von einer Biografie des Marquis de Sade entstand sein nächstes Drama, Quills. Das Stück thematisiert die Beziehung zwischen Künstler und Gesellschaft sowie die Rolle der Zensur und wurde 1995 im Woolly Mammoth Theatre in Washington, D.C. uraufgeführt. Es lief danach Off-Broadway am New York Theater Workshop und war bei Kritik und Publikum erfolgreich. Wright erhielt dafür von der Zeitschrift Village Voice einen Obie Award; das Stück wurde vom National Arts Club mit dem Kesselring Prize als bestes neues amerikanisches Stück ausgezeichnet.
Wright schrieb auch das Drehbuch für die Verfilmung seines Stückes, die unter der Regie von Philip Kaufman mit Geoffrey Rush in der Hauptrolle entstand und 2000 in die Kinos kam. Für sein Drehbuch erhielt er den Paul Selvin Honorary Award der Writers Guild of America, den Phoenix Film Critics Society Award und den Golden Satellite Award und wurde für den Golden Globe sowie den Las Vegas Film Critics Society Award und den Online Film Critics Society Award nominiert. Das National Board of Review wählte Quills zum Besten Film des Jahres.
Anschließend führte Wright 2001 bei vier seiner Einakter Regie, die unter dem gemeinsamen Titel Unwrap Your Candy als Off-Broadway-Produktion aufgeführt wurden. Für Hollywood arbeitete er an weiteren Drehbüchern, so für den von Steven Spielberg entwickelten Film Memoirs of a Geisha, für den er 2005 für den Washington DC Area Film Critics Association Award nominiert wurde. Für den TV-Produzenten Norman Lear schrieb er außerdem die Drehbücher zu vier Pilotfilmen, die allerdings keine Abnehmer fanden.
Wrights nächstes Stück I Am My Own Wife basiert auf Interviews, die er Anfang der 1990er Jahre mit dem Berliner Transvestiten, Schwulenrechtler und Stasi-IM Charlotte von Mahlsdorf geführt hatte. In dem Drama, in dem neben Charlotte über 40 weitere Charaktere auftreten, werden alle Rollen von einem einzigen Schauspieler bestritten, was einen besonderen Kunstgriff des Autors darstellt. Das Stück hatte 2003 seine Off-Broadway-Premiere am Playwrights Horizons Theater und lief anschließend ab Ende 2003 mit großem Erfolg am Broadway, jeweils mit Jefferson Mays in sämtlichen Rollen, der dafür 2004 mit einem Tony Award als bester Schauspieler sowie dem Drama Desk Award für eine herausragende Solo-Darstellung ausgezeichnet wurde. Für das Stück selbst wurde Doug Wright 2004 der Tony Award und der Drama Desk Award für das beste Drama sowie der Pulitzer-Preis für das beste Theaterstück verliehen. Außerdem erhielt Wright dafür 2005 den Lambda Literary Award und 2006 die Verdienstmedaille (European Tolerance Award) im Rahmen des KulturPreis Europa.
Die deutsche Erstaufführung von Wrights Stück fand am 9. September 2007 mit Dominique Horwitz am Berliner Renaissance-Theater unter dem deutschen Titel Ich mach ja doch, was ich will statt. Die wörtliche Übersetzung Ich bin meine eigene Frau durfte aufgrund eines Rechtsstreits mit dem Inhaber der deutschen Titelrechte, der Berliner Edition diá, nicht verwendet werden. Der Verlag veröffentlichte unter diesem Titel 1992 die von Peter Süß verfasste Autobiografie von Charlotte von Mahlsdorf. Süß schrieb außerdem ein anderes Theaterstück mit dem gleichen Titel, das im März 2006 am Schauspiel Leipzig uraufgeführt wurde.
Im Jahr 2006 wurde Wrights Musical über die Tante und die Cousine von Jacqueline Kennedy Onassis, Grey Gardens, uraufgeführt, zunächst wieder Off-Broadway im Playwrights Horizons. Das Stück hatte im November 2006 im Walter Kerr Theatre am Broadway Premiere und erlebte bis Juli 2007 307 Vorstellungen und 33 Previews.
Die Broadway-Produktion wurde vom Time Magazine als beste Show des Jahres ausgezeichnet.
Für das von Walt Disney Theatrical Productions produzierte Musical The Little Mermaid verfasste Wright das Buch. Die Produktion lief von Januar 2008 bis August 2009 am Broadway.

## Werke

### Bühne
- 1995: Quills (Off-Broadway)
- 2003: I Am My Own Wife (Off-Broadway, dann Broadway)
- 2006: Grey Gardens (Bühnenadaption des gleichnamigen Dokumentarfilms von 1975)
- 2007: The Little Mermaid (Bühnenadaption des Disney-Films von 1989, Broadway)

### Film
- 1988: Master of the Manor (Pilotfilm, Regie: Noah Morowitz) – Drehbuch
- 2000: Quills – Macht der Besessenheit (Quills, Regie: Philip Kaufman) – Drehbuch
- 2005: Die Geisha (Memoirs of a Geisha, Regie: Rob Marshall) – Drehbuch
- 2006: Tony Bennett: An American Classic (Fernsehdokumentation, Regie: Rob Marshall) – Erzähler
- 2023: Krieg der Bestatter (The Burial)

#### Unproduzierte Drehbücher
- Bad News
- Bush Falls (Warner Bros. Pictures, Inc.; nach dem Roman von Jonathan Tropper)
- Church of the Dead Girls (Good Machine; nach dem Roman von Stephen Dobyns)
- The Libido Factor (Fine Line Features)
- The Napoleon of Crime (Wildwood Enterprises/John Wells Productions; nach dem Buch von Ben Macintyre)
- Read My Lips (Paramount Pictures)
- Sleepwalker (Gran Via Productions/Intermedia Films; Remake des schwedischen Films von Johannes Runeborg)
- Bunny Lake Is Missing (Sony Pictures Releasing; Remake des Films Bunny Lake ist verschwunden von Otto Preminger)

### Buchveröffentlichungen
- Interrogating the Nude. 1990 (Skript)
- The stonewater rapture. Dramatists Play Service, New York 1990, LCCN 91-155315
- Watbanaland. Dramatists Play Service, New York 1995, ISBN 0-8222-1480-6
- Quills. Dramatists Play Service, New York 1996, ISBN 0-8222-1531-4
- Unwrap your candy. An evening of one-act plays. Dramatists Play Service, New York 2002, ISBN 0-8222-1871-2 (enthält die Einakter Unwrap your candy, Lot 13: The bone violin, Wildwood Park und Baby talk)
- I am my own wife. Studies for a play about the life of Charlotte von Mahlsdorf. Faber & Faber, New York 2004, ISBN 0-571-21174-7
- I am my own wife. Dramatists Play Service, New York 2005, ISBN 0-8222-2024-5
- Quills and other plays. Faber & Faber, New York 2005, ISBN 0-571-21180-1 (enthält die Stücke Quills, Interrogating the nude und Watbanaland)

#### Beiträge in Sammelbänden
- New American plays. Heinemann, Portsmouth 1992, ISBN 0-435-08604-9. Darin von Wright: Interrogating the nude
- Howard Stein, Glenn Young (Hrsg.): The best American short plays, 1994–1995. Applause, New York 1995, ISBN 1-55783-231-5 (Paperback: ISBN 1-55783-232-3). Darin von Wright: Lot 13: The bone violin
- Glenn Young (Hrsg.): The best American short plays, 1996–1997. Applause, New York 1998, ISBN 1-55783-316-8 (Paperback: ISBN 1-55783-317-6). Darin von Wright: Wildwood Park